# Glossosoma ventrale
Glossosoma ventrale là một loài Trichoptera trong họ Glossosomatidae. Chúng phân bố ở miền Tân bắc.